# Peperomia trifolia
Peperomia trifolia (L.) A. Dietr. – gatunek rośliny z rodziny pieprzowatych (Piperaceae). Pochodzi z Karaibów (Dominikana, Grenada, Gwadelupa, Martynika, Montserrat; St. Kitts and Nevis, St. Lucia, St. Vincent and Grenadines). Jest uprawiana jako roślina ozdobna

## Morfologia
Roślina wiecznie zielona o mięsistych pędach i okrągławych, jasnozielonych liściach. Kwiaty niepozorone, zebrane w długie i zbite kłosy.

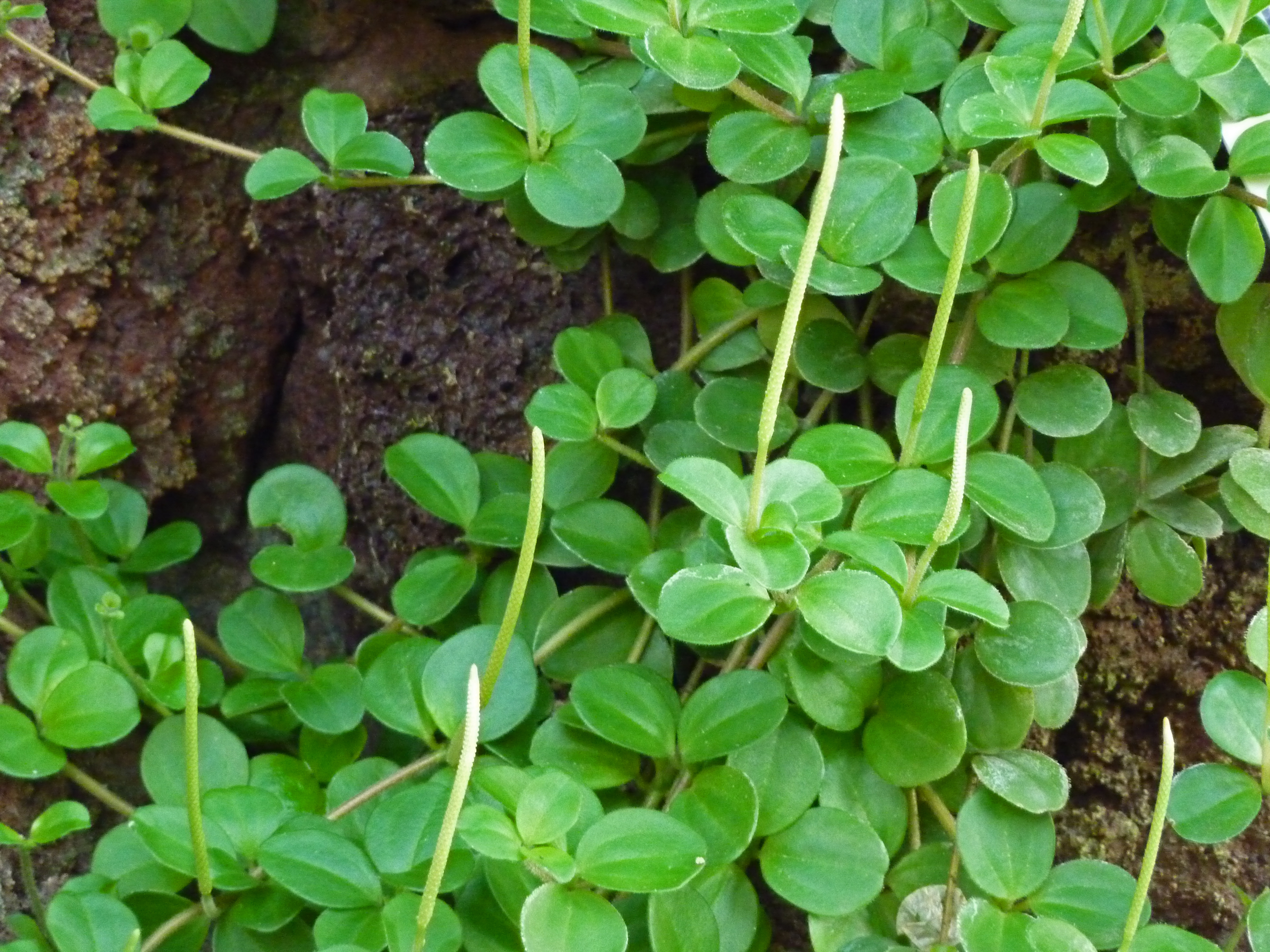
Peperomia trifolia